# Macrotylus horvathi
Macrotylus horvathi, auch Horváths Dicknase genannt, ist eine Wanzenart aus der Familie der Weichwanzen (Miridae).

## Merkmale
Die Wanzen werden 4,2 bis 5,1 Millimeter lang. Die Arten der Gattung Macrotylus sind auffällige Tiere mit grau-grüner Grundfarbe und ziemlich parallelen Seitenrändern. Sie sind anhand ihrer dichten Behaarung mit groben, dunklen Haaren auf den Hemielytren erkennbar und besitzen außerdem eine auffällige Musterung auf den Membranen der Hemielytren. Die Sporne der Schienen (Tibien) sind fein und unauffällig. Macrotylus horvathi hat, wie auch Macrotylus solitarius, ein blassgrün gefärbtes erstes Fühlerglied. An der Spitze der Flügelmembrane befindet sich in Abgrenzung zu dieser jedoch ein dunkler, kreisförmiger Fleck. Die Schenkel (Femora) sind außerdem dicht mit dunklen Punkten versehen.

## Vorkommen und Lebensraum
Die Art ist im südlichen Mittel- und Osteuropa, dem nördlichen Mittelmeerraum sowie südöstlich bis in den Kaukasus verbreitet. Sie ist in Deutschland zwar an vielen Orten, aber nur lückenhaft nachgewiesen und fehlt im nordwestlichen Tiefland. Sie ist hier nicht häufig. In Österreich ist sie bisher nur aus dem pannonischen Osten nachgewiesen.

## Lebensweise
In Deutschland lebt die Art anscheinend ausschließlich an Schwarznessel (Ballota nigra), in Österreich und im Mittelmeergebiet gibt es Nachweise auch von anderen Gattungen der Lippenblütler (Lamiaceae) wie etwa an Salbei (Salvia), Thymianen (Thymus) und Rosmarin (Rosmarinus). Die adulten Wanzen kann man von Juli bis September antreffen, die Nymphen noch bis Anfang August.

## Belege